# Wybory prezydenckie w Polsce (wyniki)
Zestawienie zawiera wyniki wyborów prezydenckich w Polsce od 1922 roku.

## II Rzeczpospolita
Prezydent wybierany przez Zgromadzenie Narodowe

### Wybory9 grudnia1922
| Kandydat                  | Popierany przez                | I tura        | I tura  | II tura       | II tura | III tura      | III tura | IV tura       | IV tura | V tura        | V tura  |
| Kandydat                  | Popierany przez                | Liczba głosów | Procent | Liczba głosów | Procent | Liczba głosów | Procent  | Liczba głosów | Procent | Liczba głosów | Procent |
| ------------------------- | ------------------------------ | ------------- | ------- | ------------- | ------- | ------------- | -------- | ------------- | ------- | ------------- | ------- |
| Jan Baudouin de Courtenay | mniejszości narodowe           | 103           | 19,04   | 10            | 1,84    | 5             | 0,92     | –             | –       | –             | –       |
| Ignacy Daszyński          | PPS                            | 49            | 9,06    | 1             | 0,18    | –             | –        | –             | –       | –             | –       |
| Gabriel Narutowicz        | bezpartyjny (PSL „Wyzwolenie”) | 62            | 11,46   | 151           | 27,81   | 158           | 29,21    | 171           | 31,67   | 289           | 56,01   |
| Stanisław Wojciechowski   | PSL Piast                      | 105           | 19,41   | 153           | 28,18   | 150           | 27,73    | 145           | 26,85   | –             | –       |
| Maurycy Zamoyski          | Prawica                        | 222           | 41,04   | 228           | 41,99   | 228           | 42,14    | 224           | 41,48   | 227           | 43,99   |

### Wybory20 grudnia1922
|  | Kandydat                | Przynależność partyjna | Głosy w I turze | % głosów w I turze | Głosy w II turze | % głosów w II turze |
|  | ----------------------- | ---------------------- | --------------- | ------------------ | ---------------- | ------------------- |
|  | Stanisław Wojciechowski | PSL Piast              | 298             | 57%                | –                | –                   |
|  | Kazimierz Morawski      | Stronnictwo Narodowe   | 221             | 43%                | –                | –                   |

### Wybory31 maja1926
|  | Kandydat        | Przynależność partyjna               | Głosy w I turze | % głosów w I turze | Głosy w II turze | % głosów w II turze |
|  | --------------- | ------------------------------------ | --------------- | ------------------ | ---------------- | ------------------- |
|  | Józef Piłsudski | Bezpartyjny, popierany przez lewicę  | 292             | 60%                | –                | –                   |
|  | Adolf Bniński   | Bezpartyjny, popierany przez endecję | 193             | 40%                | –                | –                   |

### Wybory1 czerwca1926
|  | Imię i nazwisko | Przynależność partyjna | Głosy w I turze | Głosy w II turze |
|  | --------------- | ---------------------- | --------------- | ---------------- |
|  | Ignacy Mościcki | bezpartyjny            | 215             | 281              |
|  | Adolf Bniński   | ZLN                    | 211             | 200              |
|  | Zygmunt Marek   | PPS                    | 56              | 1                |

### Wybory8 maja1933
| Imię i nazwisko | Przynależność partyjna | Głosy w I turze |
| --------------- | ---------------------- | --------------- |
| Ignacy Mościcki | bezpartyjny            | 332             |

## Rzeczpospolita Polska i Polska Rzeczpospolita Ludowa
Prezydent wybierany przez Sejm Ustawodawczy, a później przez Zgromadzenie Narodowe

### Wybory5 lutego1947
| Imię i nazwisko | Przynależność partyjna | Głosy w I turze |
| --------------- | ---------------------- | --------------- |
| Bolesław Bierut | bezpartyjny            | 443             |

### Wybory19 lipca1989
| Kandydat            | Popierany przez                      | Za            | Za      | Przeciw       | Przeciw | Wstrzymało się | Wstrzymało się |
| Kandydat            | Popierany przez                      | Liczba głosów | Procent | Liczba głosów | Procent | Liczba głosów  | Procent        |
| ------------------- | ------------------------------------ | ------------- | ------- | ------------- | ------- | -------------- | -------------- |
| Wojciech Jaruzelski | Polska Zjednoczona Partia Robotnicza | 269           | 50,19   | 233           | 43,47   | 34             | 6,34           |

## III Rzeczpospolita
Prezydent wybierany w wyborach powszechnych

### Wybory 1990
| Komitet wyborczy        | Przynależność partyjna           | Głosy w I turze | % głosów w I turze | Głosy w II turze | % głosów w II turze |
| ----------------------- | -------------------------------- | --------------- | ------------------ | ---------------- | ------------------- |
| Lech Wałęsa             | bezpartyjny (NSZZ „Solidarność”) | 6 569 889       | 39,96%             | 10 622 696       | 74,25%              |
| Stanisław Tymiński      | bezpartyjny                      | 3 797 605       | 23,10%             | 3 683 098        | 25,75%              |
| Tadeusz Mazowiecki      | bezpartyjny                      | 2 973 364       | 18,08%             | –                | –                   |
| Włodzimierz Cimoszewicz | bezpartyjny                      | 1 514 025       | 9,21%              | –                | –                   |
| Roman Bartoszcze        | PSL                              | 1 176 175       | 7,15%              | –                | –                   |
| Leszek Moczulski        | KPN                              | 411 516         | 2,50%              | –                | –                   |

### Wybory 1995
| Głosy                        | I tura    | I tura | II tura   | II tura |
| ---------------------------- | --------- | ------ | --------- | ------- |
| Aleksander Kwaśniewski (SLD) | 6 275 670 | 35,11% | 9 704 439 | 51,72%  |
| Lech Wałęsa                  | 5 917 328 | 33,11% | 9 058 176 | 48,28%  |
| Jacek Kuroń (UW)             | 1 646 946 | 9,22%  |           |         |
| Jan Olszewski (RdR)          | 1 225 453 | 6,86%  |           |         |
| Waldemar Pawlak (PSL)        | 770 417   | 4,31%  |           |         |
| Tadeusz Zieliński (UP)       | 631 432   | 3,53%  |           |         |
| Hanna Gronkiewicz-Waltz      | 492 628   | 2,76%  |           |         |
| Janusz Korwin-Mikke (UPR)    | 428 969   | 2,40%  |           |         |
| Andrzej Lepper (Samoobrona)  | 235 797   | 1,32%  |           |         |
| Jan Pietrzak                 | 201 033   | 1,12%  |           |         |
| Tadeusz Koźluk               | 27 259    | 0,15%  |           |         |
| Kazimierz Piotrowicz         | 12 591    | 0,07%  |           |         |
| Leszek Bubel                 | 6 825     | 0,04%  |           |         |

### Wybory 2000
| Kandydat               | Przynależność partyjna            | Głosy      | Procent |
| ---------------------- | --------------------------------- | ---------- | ------- |
| Aleksander Kwaśniewski | bezpartyjny (popierany przez SLD) | 9 485 224  | 53,90%  |
| Andrzej Olechowski     | bezpartyjny                       | 3 044 141  | 17,30%  |
| Marian Krzaklewski     | AWS                               | 2 739 621  | 15,57%  |
| Jarosław Kalinowski    | PSL                               | 1 047 949  | 5,95%   |
| Andrzej Lepper         | Samoobrona                        | 537 570    | 3,05%   |
| Janusz Korwin-Mikke    | UPR                               | 252 499    | 1,43%   |
| Lech Wałęsa            | bezpartyjny                       | 178 590    | 1,01%   |
| Jan Łopuszański        | Porozumienie Polskie              | 139 682    | 0,79%   |
| Dariusz Grabowski      | bezpartyjny                       | 89 002     | 0,51%   |
| Piotr Ikonowicz        | PPS                               | 38 672     | 0,22%   |
| Tadeusz Wilecki        | SN                                | 28 805     | 0,16%   |
| Bogdan Pawłowski       | bezpartyjny                       | 17 164     | 0,10%   |
| Razem                  |                                   | 17 598 919 | 100,0%  |
| Frekwencja             | Frekwencja                        |            | 61,12%  |

### Wybory 2005
Wyniki
| Kandydat                    | I Tura     | I Tura  | II Tura    | II Tura |
| Kandydat                    | Głosy      | Procent | Głosy      | Procent |
| --------------------------- | ---------- | ------- | ---------- | ------- |
| Donald Franciszek Tusk      | 5 429 666  | 36.33%  | 7 022 319  | 45,96%  |
| Lech Aleksander Kaczyński   | 4 947 927  | 33.10%  | 8 257 468  | 54,04%  |
| Andrzej Zbigniew Lepper     | 2 259 094  | 15.11%  | –          | –       |
| Marek Stefan Borowski       | 1 544 642  | 10.33%  | –          | –       |
| Jarosław Kalinowski         | 269 316    | 1.80%   | –          | –       |
| Janusz Ryszard Korwin-Mikke | 214 116    | 1.43%   | –          | –       |
| Henryka Teodora Bochniarz   | 188 598    | 1.26%   | –          | –       |
| Liwiusz Marian Ilasz        | 31 691     | 0.21%   | –          | –       |
| Stanisław Tymiński          | 23 545     | 0.16%   | –          | –       |
| Leszek Henryk Bubel         | 18 828     | 0.13%   | –          | –       |
| Jan Pyszko                  | 10 371     | 0.07%   | –          | –       |
| Adam Andrzej Słomka         | 8895       | 0.06%   | –          | –       |
| Razem                       | 15 046 350 | 100,0%  | 15 279 787 | 100,0%  |
| Frekwencja                  |            | 49,74%  |            | 50,99%  |

### Wybory 2010
|                               | I Tura     | I Tura  | II Tura    | II Tura |
| Kandydat                      | Głosy      | Procent | Głosy      | Procent |
| ----------------------------- | ---------- | ------- | ---------- | ------- |
| Bronisław Maria Komorowski    | 6 981 319  | 41,54%  | 8 933 887  | 53,01%  |
| Jarosław Aleksander Kaczyński | 6 128 255  | 36,46%  | 7 919 134  | 46,99%  |
| Grzegorz Bernard Napieralski  | 2 299 870  | 13,68%  |            |         |
| Janusz Ryszard Korwin-Mikke   | 416 898    | 2,48%   |            |         |
| Waldemar Pawlak               | 294 273    | 1,75%   |            |         |
| Andrzej Marian Olechowski     | 242 439    | 1,44%   |            |         |
| Andrzej Zbigniew Lepper       | 214 657    | 1,28%   |            |         |
| Marek Jurek                   | 177 315    | 1,06%   |            |         |
| Bogusław Zbigniew Ziętek      | 29 548     | 0,18%   |            |         |
| Kornel Andrzej Morawiecki     | 21 596     | 0,13%   |            |         |
| Razem                         | 16 806 170 | 100,00% | 16 853 021 | 100,00% |
| Frekwencja                    | 54,94%     | 54,94%  | 55,31%     | 55,31%  |

### Wybory 2015
| Kandydat                    | Głosy I tura | Procent I tura | Procent z wliczeniem głosów nieważnych | Głosy II tura | Procent II tura |
| --------------------------- | ------------ | -------------- | -------------------------------------- | ------------- | --------------- |
| Andrzej Sebastian Duda      | 4 751 224    | 35,31%         | 35,02%                                 | 8 630 627     | 51,55%          |
| Bronisław Maria Komorowski  | 4 484 162    | 33,32%         | 33,05%                                 | 8 112 311     | 48,45%          |
| Paweł Piotr Kukiz           | 2 794 793    | 20,77%         | 20,60%                                 |               |                 |
| Janusz Ryszard Korwin-Mikke | 432 883      | 3,22%          | 3,19%                                  |               |                 |
| Magdalena Agnieszka Ogórek  | 325 329      | 2,42%          | 2,4%                                   |               |                 |
| Adam Sebastian Jarubas      | 228 824      | 1,70%          | 1,69%                                  |               |                 |
| Janusz Marian Palikot       | 182 029      | 1,35%          | 1,34%                                  |               |                 |
| Grzegorz Michał Braun       | 105 239      | 0,78%          | 0,78%                                  |               |                 |
| Marian Janusz Kowalski      | 69 550       | 0,52%          | 0,51%                                  |               |                 |
| Jacek Wilk                  | 59 285       | 0,44%          | 0,44%                                  |               |                 |
| Paweł Jan Tanajno           | 23 847       | 0.18%          | 0,18%                                  |               |                 |
| Głosy nieważne              | 124 952      | –              | 0,82%                                  | 250 231       |                 |
| Razem                       | 14 898 934   | 100%           | 100%                                   | 16 993 169    | 100%            |
| Frekwencja                  | Frekwencja   | 47,93          | –                                      | 55,34         | –               |

### Wybory 2020
| Kandydat                         | Głosy (I tura) | Procent (I tura) | Głosy (II tura) | Procent (II tura) |
| -------------------------------- | -------------- | ---------------- | --------------- | ----------------- |
| Andrzej Sebastian Duda           | 8 450 513      | 43,50%           | 10 440 648      | 51,03%            |
| Rafał Kazimierz Trzaskowski      | 5 917 340      | 30,46%           | 10 018 263      | 48,97%            |
| Szymon Franciszek Hołownia       | 2 693 397      | 13,87%           | –               | –                 |
| Krzysztof Bosak                  | 1 317 380      | 6,78%            | –               | –                 |
| Władysław Marcin Kosiniak-Kamysz | 459 365        | 2,36%            | –               | –                 |
| Robert Biedroń                   | 432 129        | 2,22%            | –               | –                 |
| Stanisław Józef Żółtek           | 45 419         | 0,23%            | –               | –                 |
| Marek Jakubiak                   | 33 652         | 0,17%            | –               | –                 |
| Paweł Jan Tanajno                | 27 909         | 0,14%            | –               | –                 |
| Waldemar Włodzimierz Witkowski   | 27 290         | 0,14%            | –               | –                 |
| Mirosław Mariusz Piotrowski      | 21 065         | 0,11%            | –               | –                 |
| Razem                            | 19 425 459     | 100%             | 20 458 911      | 100%              |
| Głosy nieważne                   | 58 301         | 0,29%            | 177 724         | 0,86%             |
| Frekwencja                       | Frekwencja     | 64,51%           |                 | 68,18%            |

### Wybory 2025
| Kandydat                    | Głosy (I tura) | Procent (I tura) | Głosy (II tura) | Procent (II tura |
| --------------------------- | -------------- | ---------------- | --------------- | ---------------- |
| Rafał Kazimierz Trzaskowski | 6 147 797      | 31,36%           | 10 237 286      | 49,11%           |
| Karol Tadeusz Nawrocki      | 5 790 804      | 29,54%           | 10 606 877      | 50,89%           |
| Sławomir Jerzy Mentzen      | 2 902 448      | 14,81%           | –               | –                |
| Grzegorz Michał Braun       | 1 242 917      | 6,34%            | –               | –                |
| Szymon Franciszek Hołownia  | 978 901        | 4,99%            | –               | –                |
| Adrian Tadeusz Zandberg     | 952 832        | 4,86%            | –               | –                |
| Magdalena Agnieszka Biejat  | 829 361        | 4,23%            | –               | –                |
| Krzysztof Jakub Stanowski   | 243 479        | 1,24%            | –               | –                |
| Joanna Senyszyn             | 214 198        | 1,09%            | –               | –                |
| Marek Jakubiak              | 150 698        | 0,77%            | –               | –                |
| Artur Bartoszewicz          | 95 640         | 0,49%            | –               | –                |
| Maciej Maciak               | 36 371         | 0,19%            | –               | –                |
| Marek Marian Woch           | 18 338         | 0,09%            | –               | –                |
| Razem                       | 19 603 844     | 100%             | 20 844 163      | 100%             |
| Frekwencja                  | Frekwencja     | 67,31%           |                 | 71,63%           |